# Січиньяно-дельї-Альбурні
Січиньяно-дельї-Альбурні (італ. Sicignano degli Alburni) — муніципалітет в Італії, у регіоні Кампанія,  провінція Салерно.
Січиньяно-дельї-Альбурні розташоване на відстані близько 280 км на південний схід від Рима, 95 км на схід від Неаполя, 50 км на схід від Салерно.
Населення — 3378 осіб (2014).
Щорічний фестиваль відбувається 7 квітня. Покровитель — San Matteo.

## Демографія
Населення за роками:

Станом на 1 січня 2023 року в муніципалітеті офіційно проживало 75 іноземців з 17 країн, серед них 47 громадян країн Євросоюзу та 6 громадян України.

## Сусідні муніципалітети
- Аулетта
- Буччино
- Кастельчивіта
- Контурсі-Терме
- Оттаті
- Паломонте
- Петіна
- Постільйоне